# Noegus uncatus
Noegus uncatus là một loài nhện trong họ Salticidae.
Loài này thuộc chi Noegus. Noegus uncatus được Eugène Simon miêu tả năm 1900.